# چشمه آبگرم خمیر (لشتغان)
چشمه آبگرم خمیر (لشتغان) یکی از نقاط دیدنی استان هرمزگان در جنوب ایران است.
چشمه آبگرم خمیر (لشتغان) در ۷ کیلومتری شرق شهر بندر خمیر قرار دارد. آب چشمه از شکاف سنگهای مارین خارج می‌شود. در اطراف چشمه دو استخر با ابعاد ۱۰× ۵/۳ متر با عمق ۵/۱ متر است که در امتداد یکدیگر ساخته شده‌اند. آب از استخر اول وارد استخر دوم می‌شود. در این محدوده ۱۲ اتاقک جهت استراحت و اقامت مسافران ساخته شده‌است و به‌طور رایگان در اختیاز مراجعین قرار می‌گیرد. طرز تشکیل آن این چشمه بر اساس فرضیه تکتونیک (ساخت زمین شناختی) صفحه‌ای استوار است آب چشمه لشتغان خمیر در ردیف آبهایی با کاتیون‌ها یونهای منفی و آنیونهای، یونهای مثبت مختلف گرم است.